# Дитер Болен
Дитер Гюнтер Болен (на немски: Dieter Günter Bohlen) е германски музикант, продуцент, текстописец и композитор, роден в Берне, Долна Саксония на 7 февруари 1954 г.
Участва в известното поп дуо „Модърн Токинг“. След разпада на дуото в края на 1987 г. създава групата „Блу Систем“, просъществувала до 1998 г., когато „Модърн Токинг“ отново се събират и пеят заедно до 2003 г.
Дитер Болен продуцира от 2002 г. германския конкурс за млади музикални таланти „Германия търси суперзвезда“. Като продуцент работи и с редица известни изпълнители като Бони Тайлър, Крис Норман, Си Си Кеч, и други.

## Биография
Дитер Болен е учил в няколко общообразователни училища в Олденбург, Гьотинген и Хамбург. На 8 ноември 1978 година завършва гимназия с отличие със специалност „специалист делова икономика“. През ученическите си години свири в няколко музикални състава, сред които Aorta и Mayfair за които е написал около 200 песни. През тези години той неведнъж е правил опити да пробие като продуцент на песни в някоя от звукозаписните компании, като неведнъж е изпращал демо-касети с надеждата да впечатли някоя от тях. За негово голямо щастие, точно след дипломирането си през есента на 1978 година получава предложение от музикалното издателство Intersong и от 1 януари 1979 година е назначен, като редовен композитор и продуцент. Неговата първа златна плоча е озаглавена Hale, Hey Louise в изпълнение на китариста Рики Кинг с когото започва да работи. Песента достига 14-о място в класацията. На обложката на диска Болен се представя с псевдонима Steve Benson.
В края на 1979 година Дитер Болен е един от участниците в дуета Monza, а през 1981 година и в триото Sunday. В периода 1980 – 1981 година пуска три сингъла с псевдонима Steve Benson. Той работи с немски изпълнители, като Katja Ebstein, Roland Kaiser, Bernd Clüver, Bernhard Brink и други.
На 11.11.1983 година сключва граждански брак с Ерика Зауерланд, от която има 3 деца – Марк, Марвин Бенджамин и Марилин, на които Дитер посвещава по една песен. With a little love на Марк, в изпълнение на „Модърн Токинг“ през есента на 1985 г., Marving song – в изпълнение на „Блу систем“ през 1991 г.

## Модърн Токинг
През март 1983 година от звукозаписната компания BMG-Bertelsmann Music Group му се обаждат, че при тях има един млад изпълнител, който си няма продуцент и дали не би могъл евентуално да го продуцира. Дитер Болен се запознава с Томас Андерс и е възхитен от неговия глас. В периода 1983 – 1984 година двамата работят заедно, Болен пише няколко песни и албум за него, но постепенно се убеждава, че голям успех може да се достигне само, ако песните са на английски език. Първата англоезична песен, която написва е прочутият световен хит You're my heart you're my soul, който излиза през октомври 1984 година в изпълнение на Томас Андерс в дует с Дитер Болен. Песента е пусната пробно под проект, чието название е Modern Talking. Тя има небивал успех – продадена е в повече от 8 милиона копия и става първата песен №1 на Болен. Оттогава нататък Modern Talking придобива световна популярност. Следват още 5 безапелационни международни хита – You Can Win If You Want, Cheri Cheri Lady, Brother Louie, Atlantis Is Calling (SOS for Love) и Geronimo's Cadillac. В периода 1984 – 1987 г. дуета издава 6 супер успешни албума и има над 65 милиона продадени плочи. След което дуета прекратява съществуването си поради постоянните спорове между Болен и Андерс в центъра на които е съпругата на Томас – Нора. Групата „Модърн Токинг“ е най-успешният проект на Дитер Болен. След второто им събиране през 1998 г.издават албума Back for good, който е най-продаваният албум на Болен – 26 милиона копия. Следват още 5 години и 6 албума, които излизат изпод марката Modern Talking. Отново продават 60 милиона диска. Така повтарят успеха от 80-те. Крайният резултат – продадени над 120 милиона звуконосителя. 13 албума, 9 от които платинени, 500 златни и платинени плочи.

## Бах на XX век
От средата до края на 80-те години – това е периода в който Болен пише най-много музикални произведения, поради което е наречен „Бах на 20 век“. През този период той сътрудничи с най-много певци, сред които са Си Си Кеч, която е вторият по успешност проект на Болен, Al Martino, Бони Тайлър, Крис Норман, Lory Bonnie Bianco, Les McKeown, Nino de Angelo, Енгелберт Хампердинк, Ricky King и други. Голяма заслуга за успеха на неговия творчески път има неговият голям приятел и съпродуцент Луис Родригес който е звукоинженер и аранжор на много песни на Болен. На него именно Дитер посвещава прочутия хит Brother Louie в изпълнение на „Модърн Токинг“ през януари 1986 година.
Дитер Болен пише не само песни, но и музика за много телевизионни предавания и филми. Сред най-известните негови работи са Rivalen der Rennbahn, Zorc – Der Mann ohne Grenzen и Die Stadtindianer. Един от най-известните му проекти е написването на музиката към филма Tatort (От местопрестъплението) Комисар Шимански. Дитер сам предлага да напише музика към филма и през март 1986 г. се появява песента Midnight Lady, в изпълнение на Крис Норман. Тя е толкова успешна, че стои седмици наред в челото на класацията и е продадена в милион копия. Болен пише още 2 песни за филма – Broken Heroes отново изпята от Крис Норман и Silent water, която сам изпълнява в проекта Blue System през 1988 г., когато се изявява и като актьор във второстепенна роля на сериала.
Творчеството на Дитер Болен надхвърля по продажби 165 милиона диска. Има издадени 140 сингли, като 18 от неговите песни стават №1, 48 влизат в топ 10, (т.е. половината от синглите му са в топ 10), 131 в класациите изобщо. Ето защо през 1986 г. е наречен заслужено „машина за хитове“ или „фабрика за хитове“. От общо 54 студийни албума, продуцирани от него, 13 албума са №1, 18 други са в топ 10.(т.е. 2/3 от тях са в топ 10). Написал е над 1000 песни в продължение на близо 40 години и продължава да композира. Продуцираните от него изпълнители са на върха на немските класации.

## Блу Систем
След разпада на Модърн Токинг през есента на 1987 година Болен основава собствена група Blue System, в която сам се изявява като вокал. Някои от най-известните хитове на групата са Sorry Little Sarah, She's a Lady, Under My skin, My bed is too big – който става летен хит на 1988 г., Magic Symphony, Déjà vu, Romeo and Juliet, History. През 1989 г. Blue System гостуват в СССР, където Болен е посрещнат триумфално, както никой друг западен изпълнител. По това време е заснет и клипа към песента Love me on the rocks, която е показателна за това. Той получава наградата „Герой на съветските младежи“ – като най-популярен чуждестранен изпълнител в СССР. Неговите концерти в това гостуване са посетени от над 400 000 души. След завръщането си от СССР на 28 октомври 1989 година, получава наградата „Най-успешен немски продуцент и композитор“.
През 1991 г. Болен прави дует с Dionne Warwick в сингъла It’s All Over, който заема 84-то място в САЩ. Групата има издадени 13 албума, 30 сингъла и 23 видеоклипа. През 1996 г. Дитер Болен е помолен от UNICEF и написва химна за закрила на децата – For the children, който изпълнява сам в проекта „Блу Систем“ заедно с детски хор. В края на 1997 г. престава да съществува, тъй като Дитер Болен и Томас Андерс решават да възродят Modern Talking.

## Германия търси суперзвезда
През 2002 година Болен издава своята автобиографична книга Nichts als die Wahrheit („Нищо друго, освен истината", която става бестселър в Германия и е разпродадена в повече от 1 милион екземпляра.
През 2003 г. „Модърн Токинг“ се разделят за втори път. Официалната версия е, че Томас заминал за САЩ да концертира без Дитер, а неофициалната е, че Дитер не вижда повече славно бъдеще в дуета и решава да прекрати съществуването му, докато са на върха и започва да продуцира млади изпълнители.
Още през пролетта на 2002 година той е поканен в журито на немския вариант на Music idol Deutschland sucht den Superstar (Германия търси суперзвезда). Болен започва да продуцира победителите на конкурса. Първият сингъл изпълнен от 10-те финалисти We have a dream достига първото място и става два пъти платинен, както и последвалият албум United.
Първият победител на конкурса е младият певец Alexander. Дитер веднага го изстрелва на първите места с песни, като Take Me Tonight, Free like the wind и Behind The Sun, а албумът в който са включени Take Your Chance е също №1 в немския чарт. Болен продуцира и Daniel Küblböck с песените You Drive Me Crazy – също №1, и Heartbeat – на второ място.
През същата 2003 година Дитер сключва брак с Yvonne Catterfeld и пише за нея песните Fur dich и Du Hast Mein Herz Gebrochen. И двете стават тотални хитове. Но брака им трае твърде кратко, също и музикалното им сътрудничество. През 2004 г. се развеждат.
През 2006 година по време на шоуто на конкурса Дитер представя съвършено нова песен, звучаща в стила на „Блу Систем“. Песента се казва: Gasoline. Но това не е всичко, съвсем скоро се появява на бял свят не какво да е, а комедийно-пародиен анимационен филм Dieter – Der Film разкриващ творческия и жизнен път на композитора. Филмът е базиран на автобиографичната му книга „Нищо друго, освен истината“. Заедно с филма е издаден албум, включващ саундтраковете към филма, а именно – няколко баладични среднотемпови песни на Болен в стила на „Блу систем“, както и няколко песни на „Модърн Токинг“ от 80-те, и никога неиздавана дотогава песен на дуета – Shooting star.
През 2007 година победител в Deutschland sucht den Superstar е Mark Medlock който е и голям почитател на Болен и „Модърн Токинг“. Дитер започва да го продуцира. Песни като Summer Love, Now or never са на първите места на класацията. Заедно записват дуетна песен Unbelievable, която достига 4-то място, а Болен изпълнява беквокалите в песните му. Марк Медлок има издадени от Болен 3 албума, които достигат върховете на класациите в Германия, Швейцария и Австрия. През 2010 г. двамата прекратяват сътрудничеството си, когато Дитер Болен започва да продуцира Andrea Berg – кралицата на немската шлагерна музика. Нейният албум Schwerelos покорява чарта. През 2011 г. и следващият албум Abenteuer също достига първото място. В същата година Болен продуцира и Pietro Lombardi. Неговата песен Call My Name става 18-ия сингъл №1 на продуцента, както и албумът Jackpot